# Алектор
Вижте пояснителната страница за други значения на Алектор.
Алектор (на старогръцки: Ἀλέκτωρ, Alektor) в гръцката митология е цар на Аргос от династията на Анаксагоридите заедно с Талай и Антифат през 13 век пр.н.е.
Той е син на цар Анаксагор (митология). Той е баща на Ифит. Според някои източници той е баща и на Капаней.
Наследен е на трона от синът му Ифит.